# Údolí Bystřice
Údolí Bystřice je přírodní památka poblíž obce Boháňka v okrese Jičín. Oblast spravuje Agentura ochrany přírody a krajiny ČR. Důvodem ochrany jsou slatinné louky při toku Bystřice s bohatou květenou a zvířenou.